# Dicée cul-d'or
Pachyglossa chrysorrhea
Espèce
Statut de conservation UICN

 LC  : Préoccupation mineure
Le Dicée cul-d'or (Pachyglossa chrysorrhea) est une espèce de passereaux de la famille des Dicaeidae.

## Habitat
Il habite les forêts humides tropicales et subtropicales.

## Répartition et sous-espèces
Selon le Congrès ornithologique international il se répartit en deux sous-espèces :
- P. chrysorrhea chrysochloris (Blyth, 1843) — est de l'Himalaya et Indochine ;
- P. chrysorrhea chrysorrhea (Temminck, 1829 — péninsule Malaise, Sumatra, Bornéo, Java, Madura et Bali.